# 윤다훈
윤다훈(본명: 남광우, 1964년 12월 30일~)은 대한민국의 배우이자 기업인이다.

## 생애
1964년 서울 종로구 창신동에서 출생하였으며, 한때 경기도 이천에서 잠시 유년기를 보냈다. 1984년부터 윤다훈이라는 예명을 사용하여 데뷔하였다. 1985년 5월부터 1987년 7월까지 육군 제6사단 수색대대에서 사병으로 복무하였다. 1988년 3월에는 연극 《햄릿》에 단역으로 출연하였다.
이후 여러 TV 드라마에 출연하였으며, 2000년에는 박상면·정웅인 등과 아울러 MBC TV 시트콤 《세 친구》에 주연급 출연하였다. ‘작업’이라는 신조어 등으로 많은 인기를 얻으며 일약 스타덤에 올랐다. 그러던 중 2003년 7월 김정균과의 싸움으로 인해 이미지가 추락하였다.
2005년 12월에는 10살 연하의 한정식 레스토랑 CEO 사업가와 첫 만남을 가졌으며, 2007년 5월 7일 결혼하였으며, 2024년 TV 드라마 출연작 《수지 맞은 우리》에서 나오는 4남매의 아버지인 진장수 역할을 맡고 나서는, 사업가로 변신하게 되었다.

## 경력
- 2000년 한국어린이재단 수호천사
- 2000년 도우넷컴 홍보이사
- 2000년 MBC 방송어드벤처 2001 홍보대사
- 2003년 국세청 명예홍보위원
- 2003년 대한스키패트롤협회 홍보대사
- 2004년 안양시 노인복지센터 명예홍보대사
- 2004년 테일러메이드 스포터즈
- 2005년 한국백혈병소아암협회 홍보대사
- 2005년 학교폭력대책국민협의회 홍보대사
- 2005년 한국범죄피해자지원중앙센터 홍보대사
- 2006년 삼화저축은행 골프단 홍보대사
- 2007년 내추럴미 홍보대사
- 2007년 송파구 홍보대사
- 2010년 그린엘이디 친환경 홍보대사
- 2010년 ~ 제주대학교병원 명예홍보대사
- 2013년 분당소방서 명예소방서장
- 2014년 꽃과 어린왕자 홍보대사
- 2017년 연수김안과 홍보대사
- 2017년 인천스페셜올림픽코리아 홍보대사
- 2018년 용평리조트 YP스타
- 2019년 인플루언서산업협회 부회장
- 2021년 오리자조금관리위원회 홍보대사
- 2024년 유니스 홍보대사
- 2025년 남양주시 홍보대사

## 연기 활동

### 텔레비전 드라마
| 연도 | 방송사     | 제목                                | 역할                  | 비고     |
| ---- | ---------- | ----------------------------------- | --------------------- | -------- |
| 1983 | MBC        | 3840 유격대                         | [ 2 ]                 | 단역     |
| 1984 | MBC        | 박순경                              | 육군 사병             | 단역     |
| 1984 | MBC        | 수사반장                            | 사건 목격자           | 단역     |
| 1984 | MBC        | 조선 왕조 오백년                    |                       |          |
| 1984 | MBC        | 설중매                              | 귀성군 이준           |          |
| 1984 | KBS1       | 독립문                              | 수길 이재명           | 단역     |
| 1988 | KBS2       | 그 해 겨울은 따뜻했네               | 목공소 목공           | 단역     |
| 1988 | KBS1       | 조선백자 마리아상                   | 청년 조선인 천주교도  | 단역     |
| 1989 | KBS2       | TV 손자병법                         | 김진상                |          |
| 1989 | KBS2       | 끝없는 사랑                         |                       |          |
| 1990 | MBC        | 배반의 장미                         | 기독교 교회 청년 신도 |          |
| 1990 | MBC        | 대원군                              | 완평군 이승응         |          |
| 1991 | KBS2       | 가족                                | 윤상우                |          |
| 1992 | KBS2       | 가시나무 꽃                         | 최회균                |          |
| 1992 | SBS        | 청실홍실                            |                       |          |
| 1993 | KBS2       | 시인을 위하여                       |                       |          |
| 1993 | KBS2       | 내일은 사랑                         | 강태현                |          |
| 1993 | KBS2       | 살아남은 자의 슬픔                  |                       |          |
| 1994 | KBS2       | 한명회                              | 의경세자              |          |
| 1994 | KBS2       | 딸부잣집                            | 오인태                |          |
| 1995 | KBS2       | 드라마게임 - 침대이야기             |                       |          |
| 1995 | KBS2       | 내 사랑 유미                        | 명구                  |          |
| 1995 | KBS2       | 목욕탕집 남자들                     | 이몽룡                |          |
| 1996 | EBS1       | 까치 까치 설날은                    | 최백훈                |          |
| 1996 | MBC        | 달콤한 인생                         | 최영민                |          |
| 1996 | KBS2       | 컬러 - 레드                         | 이대경                |          |
| 1996 | KBS2       | 프로젝트                            |                       |          |
| 1996 | KBS2       | 슈팅                                | 백지훈                |          |
| 1996 | OCN Movies | 삼층집 사람들                       | 남재하                |          |
| 1997 | SBS        | 아름다운 그녀                       | 안상민                |          |
| 1997 | KBS2       | 프로포즈                            | 남태권                |          |
| 1997 | SBS        | 사랑하니까                          | 옹기준                |          |
| 1997 | KBS2       | 신부의 방                           |                       |          |
| 1997 | MBC        | 남자 셋 여자 셋                     | 윤다훈                | 특별출연 |
| 1997 | KBS2       | 웨딩 드레스                         | 노영준                |          |
| 1998 | KBS2       | 행복을 만들어 드립니다              |                       |          |
| 1998 | SBS        | 삼김시대                            | 김홍일                |          |
| 1998 | SBS        | LA아리랑                            | 김달수                |          |
| 1999 | SBS        | 지금은 사랑할 때                    | 강민재                |          |
| 1999 | MBC        | 왕초                                | 박대홍                |          |
| 1999 | MBC        | 베스트극장 - 너를 보면 나는 잠이 와 | 한표진                |          |
| 1999 | KBS1       | 신TV문학관 - 아우와의 만남          |                       |          |
| 1999 | EBS1       | 네 꿈을 펼쳐라                      | 담임교사(처음)        |          |
| 2000 | MBC        | 세 친구                             | 윤다훈                |          |
| 2001 | SBS        | 수호천사                            | 강세현                |          |
| 2001 | MBC        | 연인들                              | 윤다훈                | 특별출연 |
| 2002 | KBS2       | 내사랑 누굴까                       | 김윤식                |          |
| 2003 | SBS        | 형사                                | 윤다훈                |          |
| 2005 | MBC        | 결혼합시다                          | 정재원                |          |
| 2005 | KBS2       | 걱정하지마                          | 송세찬                |          |
| 2006 | SBS        | 돌아와요 순애씨                     | 윤일석                |          |
| 2006 | tvN        | 하이에나                            | 최진상                |          |
| 2008 | SBS        | 애자 언니 민자                      | 이달건                |          |
| 2009 | SBS        | 사랑은 아무나 하나                  | 이수남                |          |
| 2009 | tvN        | 세 남자                             | 윤다훈                |          |
| 2010 | SBS        | 인생은 아름다워                     | 양병걸                |          |
| 2011 | MBC        | 불굴의 며느리                       | 김홍구                |          |
| 2011 | MBC        | 계백                                | 독개                  |          |
| 2012 | TV조선     | 아버지가 미안하다                   | 영훈                  |          |
| 2012 | TV조선     | 지운수대통                          | 최과장                |          |
| 2012 | MBC        | 그대 없인 못살아                    | 김풍봉                |          |
| 2012 | JTBC       | 무자식 상팔자                       | 안희규                |          |
| 2013 | KBS2       | 최고다 이순신                       | 황일도                |          |
| 2014 | JTBC       | 유나의 거리                         | 정사장                |          |
| 2014 | MBN        | 천국의 눈물                         | 진현태                |          |
| 2015 | MBC        | 불굴의 차여사                       | 오달구                |          |
| 2015 | Mnet       | 칠전팔기 구해라                     | 황제국                |          |
| 2015 | SBS        | 내마음 반짝반짝                     | 표성주                |          |
| 2016 | MBC        | 가화만사성                          | 봉삼식                |          |
| 2016 | KBS2       | 천상의 약속                         | 이기만                |          |
| 2016 | SBS        | 질투의 화신                         | 이중신                |          |
| 2017 | SBS        | 사임당, 빛의 일기                   | 이원수                |          |
| 2018 | KBS2       | 우리가 만난 기적                    | 서민준                |          |
| 2018 | SBS        | 황후의 품격                         | 오금모                |          |
| 2019 | 넷플릭스   | 첫사랑은 처음이라서                 | 윤정길                |          |
| 2019 | SBS        | 배가본드                            | 석수일                | 특별출연 |
| 2019 | MBC        | 하자있는 인간들                     | 강우 부               |          |
| 2021 | KBS2       | 사랑의 꽈배기                       | 오광남                |          |
| 2024 | KBS1       | 수지맞은 우리                       | 진장수                | 128부작  |

### 영화
| 연도 | 제목                       | 역할             | 비고     |
| ---- | -------------------------- | ---------------- | -------- |
| 1989 | 발바리의 추억              |                  |          |
| 1990 | 코리안 커넥션              | 웨이터 1         |          |
| 1990 | 섬섬옥수                   |                  |          |
| 1991 | 서울, 에비타               |                  |          |
| 1991 | 열일곱살의 쿠테타          |                  |          |
| 1994 | 커피 카피 코피             |                  | 특별출연 |
| 1997 | 스카이 닥터                | 기민             |          |
| 2000 | 깡패 수업 3                | 조검사           | 우정출연 |
| 2000 | 자카르타                   | 사현             |          |
| 2001 | 고해                       | 오진영           |          |
| 2001 | 이것이 법이다              |                  | 특별출연 |
| 2002 | 몽중인                     | 윤감독           |          |
| 2002 | 패밀리                     | 차성준           |          |
| 2003 | 은장도                     | 킹카             |          |
| 2007 | 못말리는 결혼              | 지루             | 우정출연 |
| 2012 | 코알라 키드                | 하미쉬 목소리    |          |
| 2014 | 민우씨 오는 날             | 트럭 운전수 최씨 |          |
| 2021 | 이번엔 잘 되겠지           |                  |          |
| 2023 | 우리 사랑이 향기로 남을 때 | 버스기사 역      | 특별출연 |

### 연극
- 1988년 《햄릿》 ... 오즈리크 역(단역)
- 1998년 《파우스트》 ... 카이저 역(주연)
- 2000년 《선감도 수복 작전》 ... 우군사령관 역(주연)

### 뮤지컬
- 1994년 《아가씨와 건달들》 ... 베니 사우드스트릿 역(남자 조연)
- 1999년 《포기와 베스》 ... 피터 역(단역)

## 연기 외 활동

### 텔레비전 프로그램
- 1984년 MBC 《모여라 꿈동산》
- 1992년 KBS2 《지구촌 영상음악》
- 1994년 KBS2 《TV는 사랑을 싣고》
- 1995년 KBS2 《1995 KBS 슈퍼 탤런트 선발 대회》 ... MC (with 조민희)
- 1995년, 1999년 KBS2 《가족오락관》
- 1995년 KBS2 《행운의 일요특급》
- 1996년 동아TV 《남자 벗기기》 ... MC (with 이성미, 김정은)
- 1996년 KBS2 《밤과 음악 사이》
- 1997년 EBS 《EBS 문화센터》
- 1998년 iTV 경인방송 《iTV 3일간의 사랑》
- 1999년 KBS2 《행복채널》
- 2000년 MBC 《백지연의 백야》
- 2000년 MBC 《2000 미스코리아 선발대회》 ... 스페셜 게스트 (2000년 5월 28일)
- 2000년 MBC 《추석특집 세 친구 쇼》
- 2000년 MBC 《전파견문록》 ... MC
- 2000년 MBC 《일요일 일요일 밤에》
- 2000년 SBS 《두남자쇼》 MC
- 2001년 KBS2 《서세원 쇼》
- 2003년 KBS2 《비타민》 ... MC
- 2007년 KBS2 《여유만만》
- 2009년 TvN 《토크 쇼 택시》 ... (with 박상면 & 정웅인)
- 2012년 SBS 《생방송 투데이》
- 2012년 MBC 《기분 좋은 날》
- 2014년 MBC 《나 혼자 산다》
- 2015년 KBS2 《청춘 익스프레스》
- 2016년 JTBC 《토크 히어로》
- 2017년 SBS 《정글의 법칙》
- 2021년 MBC 《OPAL이 빛나는 밤》 - 고정출연 (2021년 2월 18일 ~ 2021년 2월 25일)
- 2021년 KBS1 《아침마당》
- 2021년 KBS2 《수미산장》
- 2021년~2023년 KBS2 《살림하는 남자들 1》 -고정 출연
- 2024년 SBS 《미운 우리 새끼》 - 이동건 편 영상 출연

### 라디오 프로그램
- 2000년 ~ 2002년 MBC 표준FM 《윤다훈의 라디오 섹션》 ... MC
- 2016년 EBS FM 《EBS 책 읽는 라디오 낭독 시리즈》 ... 게스트

### 뮤직 비디오
- 태진아 - 〈잘났어 정말〉
- 임창정 - 〈문을 여시오〉

### CF
- 1991년 휴온스 니조랄 ... (with 최수종)
- 2000년 해태HTB 헬로 팬돌이
- 2000년 SK텔레콤 큐스탁
- 2000년 CMS쿠폰 (with 박상면)
- 2000년 오뚜기 프레스코 파스타에소스
- 2000년 하나카드 예스 사이버카드 (with 송선미)
- 2000년 삼성전자 매직스테이션 (with 박상면, 정웅인)
- 2000년 현대자동차 베르나 (with 박상면, 정웅인)
- 2000년 KB손해보험 (with 박상면, 정웅인)
- 2001년 KT 발신번호서비스
- 2001년 HK이노엔 컨디션
- 2002년 한우리열린교육 생각하는나무
- 2002년 KT파워텔
- 2002년 라이온코리아 닥터세닥
- 2002년 코웨이 룰루비데
- 2003년 동국제약 인사돌
- 2003년 제스프리 골드키위
- 2004년 동화약품 화이투벤
- 2006년 훌랄라치킨
- 2010년 하이트진로 진로 복분자

## 수상 및 후보
| 연도 | 시상식             | 부문                        | 작품            | 비고 |
| ---- | ------------------ | --------------------------- | --------------- | ---- |
| 2000 | MBC 코미디대상     | 시트콤부문 연기상           | 세 친구         | 수상 |
| 2001 | SBS 연기대상       | 남자 인기상                 | 수호천사        | 수상 |
| 2003 | 제37회 납세자의 날 | 국무총리 표창               | 빈칸            | 수상 |
| 2006 | 제5회 국회칭찬포럼 | 대중예술부문 칭찬상         | 빈칸            | 수상 |
| 2006 | SBS 연기대상       | 미니시리즈 부문 남자 연기상 | 돌아와요 순애씨 | 후보 |
| 2010 | SBS 연기대상       | 특별기획 부문 남자 조연상   | 인생은 아름다워 | 후보 |
| 2024 | KBS 연기대상       | 남자 조연상                 | 수지맞은 우리   | 후보 |